# Torsbergsbatteriet

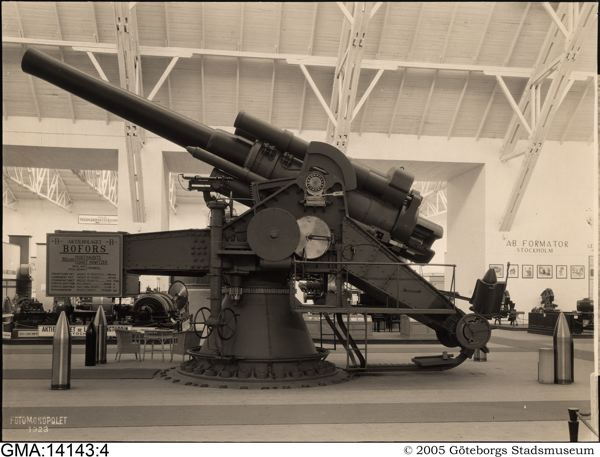
30,5 cm kusthaubits m/16, utställd i Göteborg 1923.

Torsbergsbatteriet var ett artilleribatteri på Värmdö som byggdes under mellankrigstiden. Det var det tyngsta batteriet i Vaxholms yttre befästningslinje. Batteriet var bestyckat med fyra st 30,5 cm kusthaubits m/16, vilket var den största artillerikaliber som tillverkats av Bofors i Sverige. Batteriplatsen är en av Värmdös mest påkostade och märkliga försvarsanläggningar från tidigt 1900-tal. 

## Bakgrund
År 1914 beslöt riksdagen att bygga Vaxholms yttre befästningslinje. Bakgrunden var att den gamla Vaxholmslinjen låg för nära Stockholm för att kunna hindra beskjutning av staden från sjösidan. Som tyngsta element skulle ett batteri bestående av fyra haubitser på 30,5 cm kaliber anskaffas.

## Historia
Torsbergsbatteriet började byggas 1921 men var helt färdigt först 1932. Vid provskjutningar sprack muren i Värmdö kyrka och kakelugnar och fönster i kringliggande bostadshus gick sönder på grund av tryckvågen. Redan 1933 började man planera för att flytta försvaret längre ut i skärgården, till den så kallade havsbandslinjen. Batteriet avvecklades 1939 och pjäserna flyttades till batteri Ryssjön i västra Blekinge. Under kalla krigets dagar fungerade bergrummet som stabsplats vid skärgårdsövningar. Förutom den kvarvarande öppna pjäsbrunnen, betonghjässor och ingången till bergrummet kan man idag se en mängd närförsvarsvärn av betong runt batteriplatsen samt ett vallgravsliknande avvattningsdike med små broar. Kvar finns även baracker från omkring 1930 samt ett par äldre personalbostäder, troligtvis från 1920-talet. En av dessa är en villaliknande byggnad med brutet tak. Inga av pjäserna finns bevarade.

## Anläggningen
Batteriet placerades i närheten av Hemmesta på Värmdö. Eftersom fartygsleden till Stockholm går runt om Värmdölandet, kunde batteriet då beskjuta inträngande fartyg under hela passagen. Batteriet avsåg endast skjuta indirekt eld med hjälp av ett antal mätstationer utplacerade runt Värmdö. Det kunde därför inte bekämpas med direkt eld från sjön. Haubitserna placerades i öppna pjäsbrunnar för att kunna skjuta horisonten runt. De var därför sårbara för flyganfall. Till batteriet knöts två 7,5 cm luftvärnskanoner.
Pjäsgroparna är synliga än idag, dock är tre övertäckta. Insprängda i berget mellan pjäsplatserna finns ett stort bergrum med lokaler för ammunition, kraftstation, telefonväxel, eldledning, förläggning med mera. Besättningsstyrkan uppges ha uppgått till närmare 300 personer.